# Tin Maung Maung
Pour les articles homonymes, voir Maung.
Tin Maung Maung (né le 21 mai 1949 en Birmanie) est un joueur de football international birman, qui évoluait au poste de défenseur.

## Biographie

### Carrière en sélection
Tin Maung Maung participe avec l'équipe de Birmanie, aux Jeux olympiques de 1972 organisées à Munich.
Lors du tournoi olympique, il joue trois matchs, contre l'Union soviétique, le Mexique et enfin le Soudan.